# Agave parrasana
Ага́ва парраса́на (Agave parrasana — укр. агава парраська — від назви місця зростання — Сьєрра-де-Паррас) — сукулентна рослина роду агава (Agave) підродини агавових (Agavoideae).

## Морфологічні ознаки

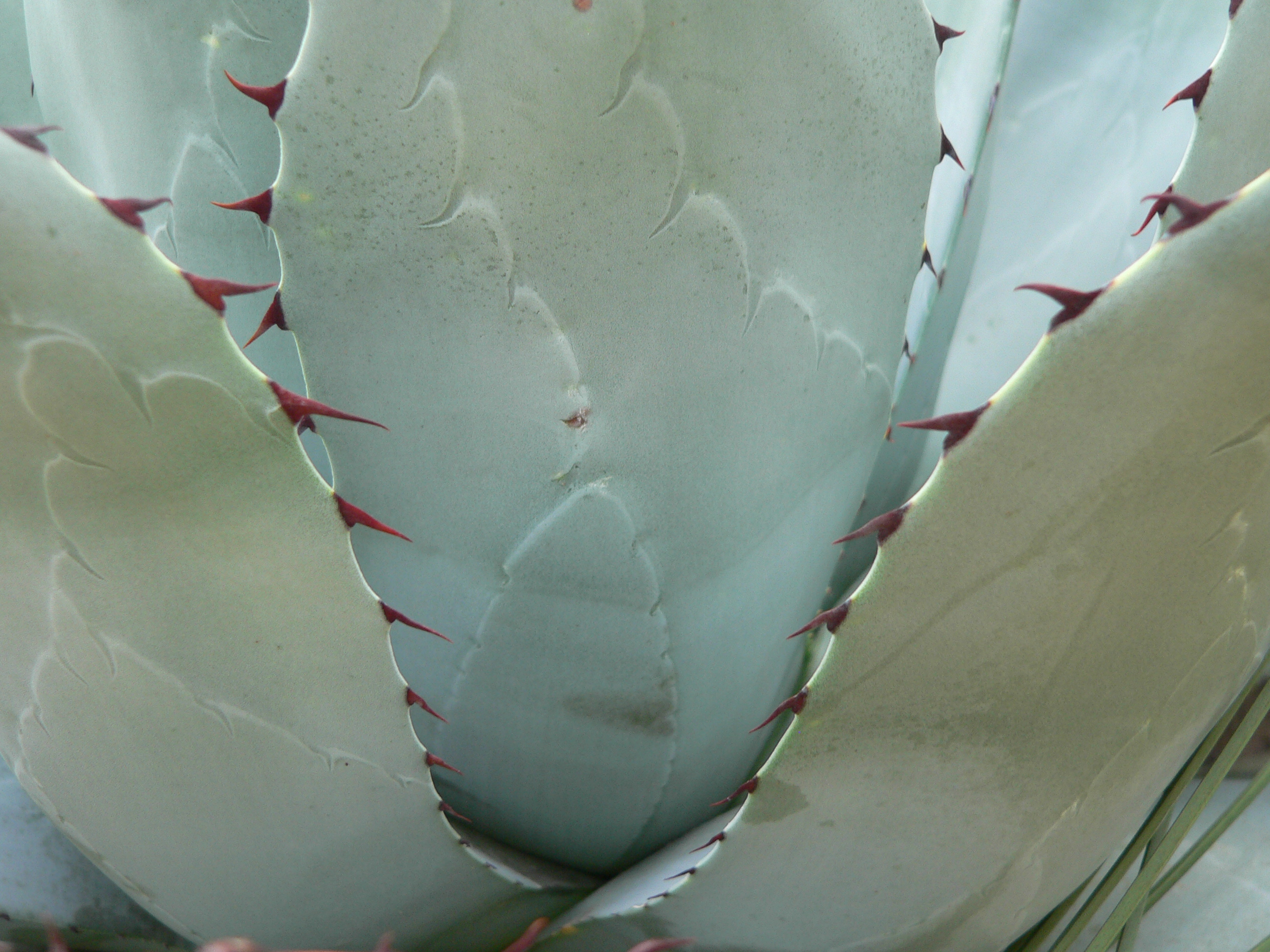
Листя Agave paarasana

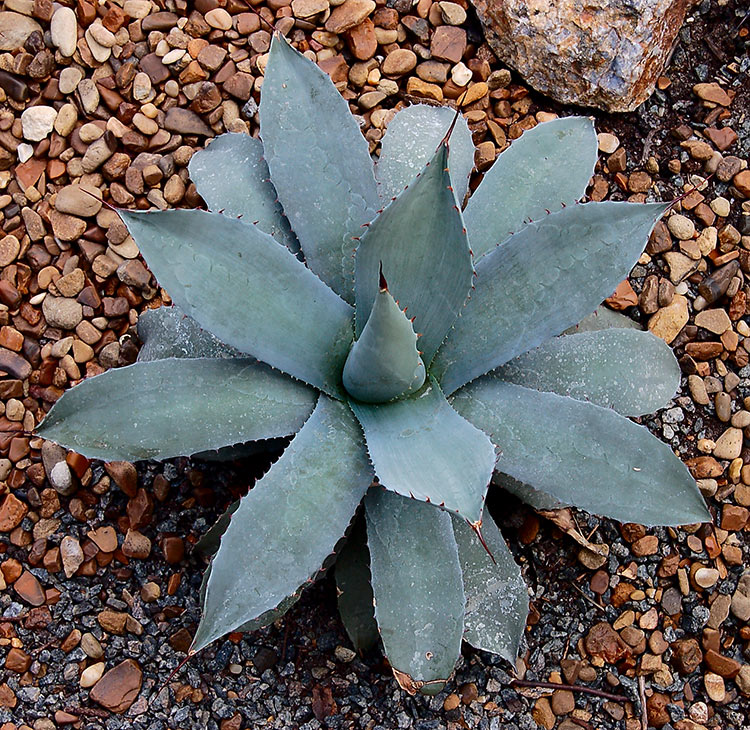
Agave parrasana в Національному ботанічному саду імені Миколи Гришка в Києві

Потужна рослина з сильно укороченим стеблом, що рідко гілкується, і компактними розетками діаметром до 6 см. Черепичасто розташовані листки, завдовжки 20 — 30 см і шириною 10 — 12 см, можуть бути сірувато-зеленими або голубувато-сірими. У подовжених листків є гострі зубчики по краях і коричневий шип довжиною 2 — 3 см на кінці. У дорослих рослин з розетки виростає волотисте суцвіття заввишки до 3 — 4 м з численними воронковидними квітками завдовжки 5 см, жовтими з червоним відтінком.

## Місце зростання
Мексика (штат Коауїла), схили Сьєрри-де-Паррас, на висоті 1400 — 2400 м над рівнем моря.

## Догляд
Проста в культурі рослина, якій необхідні яскраво освітлене місце й піщаний, злегка вапнований ґрунт з гарним дренажем. У період вегетації — рясний полив, а в зимовий час — сухе утримання. Там, де це дозволяє клімат, краще вирощувати на відкритому повітрі. Як досить витривала рослина, протягом нетривалого часу може переносити зниження температури на кілька градусів нижче нуля.

## Розмноження
Розмножується насінням або прикореневими пагонами у весняно-літній період.